# Piano Songs〜路上集2号〜
『Piano Songs〜路上集2号〜』（ピアノ・ソングス ろじょうしゅう2ごう）は、日本のシンガーソングライター・川嶋あいの2枚目のリメイクアルバム。2006年8月23日にTSUBASA RECORDS（販売元はソニー・ミュージックディストリビューション）からリリースされた。

## 解説
3rd、4thミニアルバムに収録された曲を再びレコーディングして制作されたリメイクアルバム。
リメイク曲以外に新録楽曲が1曲収録されている。
全曲ピアノアレンジされており、また、5名のピアニストとコラボレーションしている。
公式サイト及びライブ会場にてオフィシャル・ピアノ・スコアが販売されている。

## 収録曲
| 全作詞・作曲: 川嶋あい。 |                                               |           |            |            |      |
| #                        | タイトル                                      | 作詞      | 作曲・編曲 | 編曲       | 時間 |
| 1.                       | 「どんなときも」(ピアノ: 倉本裕基)            | 川嶋あい  | 川嶋あい   | 倉本裕基   | 5:49 |
| 2.                       | 「sky」(ピアノ: 武部聡志)                     | 川嶋あい  | 川嶋あい   | 武部聡志   | 4:19 |
| 3.                       | 「冬物語 ～winter story～」(ピアノ: 小林建樹) | 川嶋あい  | 川嶋あい   | 小林建樹   | 4:32 |
| 4.                       | 「春風を夢見て」(ピアノ: 大江千里)            | 川嶋あい  | 川嶋あい   | 大江千里   | 5:18 |
| 5.                       | 「long and deep X'mas」(ピアノ: 中村由利子)   | 川嶋あい  | 川嶋あい   | 中村由利子 | 6:23 |
| 6.                       | 「時雨」(ピアノ: 川嶋あい)                    | 川嶋あい  | 川嶋あい   | 川嶋あい   | 5:24 |
| 7.                       | 「空色のアルバム」(ピアノ: 川嶋あい)          | 川嶋あい  | 川嶋あい   | 川嶋あい   | 5:07 |
| 8.                       | 「瞳を閉じて」(ピアノ: 中村由利子)            | 川嶋あい  | 川嶋あい   | 中村由利子 | 4:23 |
| 9.                       | 「空、風、波、夢」(ピアノ: 小林建樹)          | 川嶋あい  | 川嶋あい   | 小林建樹   | 5:20 |
| 10.                      | 「路上から…」(ピアノ: 大江千里)               | 川嶋あい  | 川嶋あい   | 大江千里   | 4:49 |
| 11.                      | 「一秒の光」(ピアノ: 武部聡志)                | 川嶋あい  | 川嶋あい   | 武部聡志   | 4:19 |
| 12.                      | 「旅立ちの日に...」(ピアノ: 倉本裕基)         | 川嶋あい  | 川嶋あい   | 倉本裕基   | 5:54 |
| 合計時間:                | 合計時間:                                     | 合計時間: | 61:37      |            |      |

### 楽曲解説
1. どんなときも
3rdミニアルバム『歩みつづけるために…』より。
2. sky
3rdミニアルバム『歩みつづけるために…』より。
3. 冬物語 ～winter story～
3rdミニアルバム『歩みつづけるために…』より。
4. 春風を夢見て
3rdミニアルバム『歩みつづけるために…』より。
5. long and deep X'mas
3rdミニアルバム『歩みつづけるために…』より。
6. 時雨
4thミニアルバム『雪に咲く花のように…』より。
7. 空色のアルバム
4thミニアルバム『雪に咲く花のように…』より。
8. 瞳を閉じて
4thミニアルバム『雪に咲く花のように…』より。
9. 空、風、波、夢
4thミニアルバム『雪に咲く花のように…』より。
10. 路上から…
4thミニアルバム『雪に咲く花のように…』より。
11. 一秒の光
12. 旅立ちの日に...
1stミニアルバム『この場所から…』より。